# تیم د تتمن (استریمر)
تیموتی جان بتار (به انگلیسی: Timothy Jon Betar) (متولد ۸ آوریل ۱۹۹۰)، که با نام مستعار آنلاین TimtheTatman شناخته می‌شود. ستاره اینترنتی و استریم وبسایت توییچ است.

## حرفه
بتار در سال ۲۰۱۲ استریم در وبسایت توییچ را آغاز کرد و از آن زمان تاکنون بیش از ۴ میلیون دنبال کننده به دست آورده.
و او بازی‌هایی مانند کانتر-استرایک: گلوبال آفنسیو، اورواچ، فورتنایت و دنیای وارکرفت، را استریم می‌کند، کانال متنوع روزانه هزاران بیننده را به خود جلب می‌کند.
بتار یک ورزشکار الکترونیک است و که توسط شرکت Audio-Technica حمایت مالی می‌شود. همچنین او یک همکار توییچ است و از ۲۷ مارس ۲۰۱۴ در وبگاه توییچ استریم تمام وقت بوده‌است. پس از پیوستن به یوتیوب در ۲۳ ژانویه ۲۰۱۱، کانال او به ۱٫۲ میلیون مشترک رسیده‌است و فیلم‌هایش بیش از ۱۱۱٬۰۰۰٬۰۰۰ بار مشاهده شده‌اند.
با انتشار بازی فورتنایت بتل رویال در ژوئیه سال ۲۰۱۷، میزان تماشاچیان او در توییچ به سرعت افزایش یافت. استریمرهایی همچون بتار، نینجا و تیفو با افزایش محبوبیت این بازی، شاهد افزایش مداوم دنبال کننده‌ها بودند.

## زندگی شخصی
پس از ملاقات همسرش در دبیرستان، بتار و الکسیس در اوت سال ۲۰۱۶ ازدواج کردند. در ۱۱ آوریل ۲۰۱۹، الکسیس و او دارای فرزند شدند.